# Расбриджер, Алан
Алан Расбриджер (англ. Alan Charles Rusbridger, 29 декабря 1953, Лусака, Замбия) — британский журналист, бывший главный редактор британской газеты The Guardian c 1995 по 2015 года. С 2021 года занимает должность главного редактора британского политического ежемесячника The Prospect.

## Карьера
В 70-х Расбриджер начал карьеру репортера в Cambridge Evening News. Точная дата начала его карьеры неизвестна.

### The Guardian
Расбриджер присоединился к The Guardian в 1979 году. В 1986 году он ушел из газеты, чтобы стать телекритиком The Observer, а в следующем году перешел на должность корреспондента в Daily News в Вашингтоне. В 1988 году он вернулся в The Guardian, чтобы писать очерки, и вскоре стал редактором. В 1994 году его повысили до заместителя редактора, в 1995 он стал главным редактором. Расбриджер ушел с поста в конце мая 2015 года, на котором его сменила Кэтрин Винер.
В 2014 году Расбриджер был награжден премией «Правильный образ жизни» за «создание глобальной медиа-организации, занимающейся ответственной журналистикой в общественных интересах, не боящейся проблем разоблачения корпоративных и государственных злоупотреблений». В 2015 году он был награжден премией Марии Колвин «за улучшение репутации британской журналистики за 20 лет своего пребывания у руля Guardian».
При Расбриджере газета в 2014 году получила свою первую Пулитцеровскую премию, которую разделила с Washington Post, за раскрытие подробностей сотрудничества правительства США и Великобритании в сборе данных, включая электронные письма, телефонные звонки и историю интернет-поиска для разведывательных целей (с помощью Эдварда Сноудена). 3 декабря 2013 года Расбриджер дал показания на слушаниях в Специальном комитете внутренних дел по борьбе с терроризмом в парламенте Великобритании с целью защитить свое решение опубликовать данные.
В сентябре 2011 года Guardian начала работать в США, в мае 2013 Guardian — в Австралии.
В декабре 2014 года газета сообщила, что в 2016 году Расбриджер станет председателем фонда Scott Trust, единственным акционером The Guardian. Но в мае 2016 года Расбриджер отказался от должности, которую должен был занять в сентябре. Центральным пунктом разногласий стал отказ Расбриджера взимать плату с онлайн-подписчиков, так как он настаивал на том, что платный доступ противоречит редакционной миссии газеты. Исполнительный директор Дэвид Пемсел и главный редактор Guardian News and Media Кэтрин Винер выступили против Расбриджера, возложив на него вину за убытки Guardian News and Media в размере 80 млн фунтов стерлингов за последний год, но, тем не менее, представители Scott Trust в своем заявлении написали, что фонд «неохотно принял его решение».

### После The Guardian
С 2015 по 2021 год Расбриджер был директором школы леди Маргарет Холл в Оксфордском университете. В 2016 году Расбриджер предложил сделать школу более инклюзивной и предложил взять «12 исключительно способных кандидатов, которые заинтересованы в поступлении в Оксфорд, независимо от каких-либо препятствий, с которыми они могли столкнуться до сих пор в своей жизни». В сентябре 2021 года он отказался оставаться на должности директора еще на пять лет.
В апреле 2022 года Расбриджер оказался замешан в скандале, связанным с предполагаемом изнасилованием студентки школы ее сокурсником в то время, когда Расбриджер занимал пост директора. Студентка сказала, что ее письменно предупредили не сообщать ничего о предполагаемом изнасиловании и напугали исключением из школы. Расбриджер назвал освещение этого инцидента «однобоким» и напомнил, что стороны конфликта добровольно подписали договор о неразглашении, а школа выделила предполагаемой потерпевшей отдельную комнату в доме директора и охрану. В конце концов, колледж согласился возместить ущерб, а также судебные издержки студентки, но не признал ответственности.
В 2016 году Расбриджер был назначен председателем Университетского института изучения журналистики Reuters.
В 2020 году Расбриджер был объявлен одним из первых членов Наблюдательного совета, созданного Facebook.
В сентябре 2020 года Расбриджер вошел в состав ирландской Комиссии по вопросам будущего СМИ. Но в марте 2021 ему пришлось досрочно ее покинуть из-за скандала, связанного с бывшим обозревателем The Guardian Роем Гринслейдем. В 2014 году, когда Расбриджер занимал пост главного редактора The Guardian, газета опубликовала статью Гринслейда, в которой критиковалась Майрия Кэхилл, ставшая жертвой сексуального насилия со стороны бывшего члена ИРА. Гринслейд симпатизировал ИРА и попытался дискредитировать заявление Кэхилл. Несмотря на то, что Комиссия поддержала Расбриджера, он, тем не менее, подал в отставку, «чтобы не отвлекать комиссию от работы».
О его назначении новым редактором журнала Prospect было объявлено в июле 2021 года.

## Личная жизнь и хобби
Расбриджер, пианист-любитель и кларнетист, был председателем Национального молодежного оркестра Великобритании и Галереи фотографов в Лондоне.